# FC Amsterdam in het seizoen 1981/82
Het seizoen 1981/1982 was het 12e en laatste jaar in het bestaan van de Amsterdamse betaaldvoetbalclub FC Amsterdam. De club kwam uit in de Eerste divisie en eindigde daarin op de 13e plaats. Tevens deed de club mee aan het toernooi om de KNVB Beker, hierin werd in de tweede ronde verloren van FC Den Bosch '67 (0–3). Aan het eind van het seizoen werd de club failliet verklaard.

## Wedstrijdstatistieken

### Eerste divisie
|       | SC Amersfoort | FC Den Bosch '67 | SC Cambuur | DS '79 | Eindhoven | Excelsior | Fortuna Sittard | sc Heerenveen | Helmond Sport | SC Heracles '74 | SVV   | Telstar | SC Veendam | Vitesse | FC Volendam | FC VVV | FC Wageningen |
| ----- | ------------- | ---------------- | ---------- | ------ | --------- | --------- | --------------- | ------------- | ------------- | --------------- | ----- | ------- | ---------- | ------- | ----------- | ------ | ------------- |
| Thuis | 0 – 2         | 0 – 2            | 1 – 0      | 1 – 1  | 2 – 0     | 2 – 2     | 1 – 4           | 2 – 4         | 0 – 6         | 0 – 3           | 1 – 0 | 0 – 1   | 3 – 2      | 4 – 1   | 0 – 0       | 1 – 1  | 2 – 1         |
| Uit   | 0 – 0         | 1 – 1            | 1 – 1      | 2 – 0  | 2 – 1     | 1 – 0     | 3 – 0           | 2 – 1         | 3 – 1         | 2 – 0           | 0 – 2 | 0 – 2   | 1 – 2      | 1 – 2   | 2 – 1       | 2 – 2  | 2 – 1         |

### KNVB Beker
| 1e ronde                                                       | FC Amsterdam                                                                              | 6 – 3 (1 – 2, 2 – 2) Na verlenging | DOS Kampen                                   |
| 5 september 1981 Plaats: Amsterdam Olympisch Stadion (bijveld) | John Weijers 30', 104' Jan Royé jr. 76' Eef Heijt 106', 117' Philip uit den Boogaard 118' |                                    | 5' Henk Nieuwenhuis 20', 105' Frans Zelle    |
| 2e ronde                                                       | FC Amsterdam                                                                              | 0 – 3 (0 – 2)                      | FC Den Bosch '67                             |
| 1 november 1981 Plaats: Amsterdam Olympisch Stadion (bijveld)  |                                                                                           |                                    | 17' Martin Breuer 22', 78' Roger Schouwenaar |

## Statistieken FC Amsterdam 1981/1982

### Eindstand FC Amsterdam in de Nederlandse Eerste divisie 1981 / 1982
| Stand | Gespeeld | Gewonnen | Gelijk | Verloren | Punten | Doelpunten voor | Doelpunten tegen |
| ----- | -------- | -------- | ------ | -------- | ------ | --------------- | ---------------- |
| 13e   | 34       | 10       | 8      | 16       | 28     | 37              | 54               |

### Topscorers
| #                 | Naam                    | Goal |
| ----------------- | ----------------------- | ---- |
| 1.                | Jan Royé jr.            | 7    |
| 1.                | John Weijers            | 7    |
| 3.                | Eef Heijt               | 6    |
| 4.                | Hans Bouwmeester        | 4    |
| 5.                | Fred Bischot            | 3    |
| 6.                | Marcel Hartman Kok      | 2    |
| 7.                | Philip uit den Boogaard | 1    |
| 7.                | Ronald Donker           | 1    |
| 7.                | Hans Mols               | 1    |
| 7.                | Cor Swerissen           | 1    |
| 7.                | Jan de Vries            | 1    |
| 7.                | Jan Wegman              | 1    |
| 7.                | Klaas Wijers            | 1    |
| Onbekend doelpunt |                         |      |
| –                 | Onbekend                | 1    |
| Totaal            | Totaal                  | 37   |

| #      | Naam                    | Goal |
| ------ | ----------------------- | ---- |
| 1.     | Eef Heijt               | 2    |
| 1.     | John Weijers            | 2    |
| 3.     | Philip uit den Boogaard | 1    |
| 3.     | Jan Royé jr.            | 1    |
| Totaal | Totaal                  | 6    |

## Voetnoten
SC Amersfoort ·
FC Amsterdam ·
FC Den Bosch '67 ·
SC Cambuur ·
DS '79 ·
Eindhoven ·
Excelsior ·
Fortuna Sittard ·
sc Heerenveen ·
Helmond Sport ·
Heracles '74 ·
SVV ·
Telstar ·
SC Veendam ·
Vitesse ·
FC Volendam ·
FC VVV ·
FC Wageningen